# 锁南镇
锁南镇，是中华人民共和国甘肃省临夏回族自治州东乡族自治县下辖的一个乡镇级行政单位。

## 行政区划
锁南镇下辖以下地区：
锁南社区、锁南村、王家村、巴牙村、伊哈池村、白家村、苜叶里村、高门村、苦改力村、毛毛村、张王家村、桥文村、马场村、巴苏池村和团结村。